# Norica Nicolai
Norica Nicolai (née le 27 janvier 1958 à Sinaia) est une femme politique roumaine, membre de l'Alliance des libéraux et démocrates.

## Biographie
De 2000 à 2008, Norica Nicolai a été sénatrice du județ de Cluj. Elle est élue députée européenne, le 7 juin 2009 et réélue le 25 mai 2014.
Du 20 juillet 2009 au 30 juin 2014, elle est vice-présidente de la Sous-commission sécurité et défense. Pendant cette même période, elle est également membre de la Commission des affaires étrangères, et de la Délégation à la commission de coopération parlementaire UE-Russie. De septembre 2012 à juin 2014, elle siège dans la Commission des droits de la femme et de l'égalité des genres.
Depuis le 1er juillet 2014, elle est membre de la Commission de la pêche.
Alors qu'à la suite des élections européennes de 2014, son parti fait le choix de quitter l'Alliance des démocrates et des libéraux pour l'Europe et de rejoindre le Groupe du Parti populaire européen, Norica Nicolai, ne siège au sein de ce groupe que quelques jours, préférant retourner dans son ancien groupe, dont elle est devenue vice-présidente en novembre 2014.
Elle rejoint l'Alliance des libéraux et démocrates en août 2017.
Rapporteur sur l'Azerbaïdjan au Parlement européen et apologiste bien connue des autorités azerbaïdjanaises. Norica Nicolai a toujours été au centre des préoccupations des organisations de défense des droits de l'homme qui dévoilent les personnalités politiques qui défendent les intérêts azerbaïdjanais en Europe. Nicolai a été mise en vedette dans l'enquête menée par la Civic Solidarity, un réseau de 80 ONG membres, à la suite de sa déclaration publique blanchissant l'Azerbaïdjan. Dans ses déclarations, elle a appelé à reporter les résolutions du Parlement européen contre l'oppression des journalistes en Azerbaïdjan et à "écouter les deux parties" lors des discussions concernant les arrestations de journalistes de l'opposition par les autorités azéries. 
En 2015, après la résolution du Parlement européen qui invitait à prendre des mesures pour améliorer le triste bilan des droits de l'homme en Azerbaïdjan, Nicolaï a critiqué le Parlement pour son "arrogance", lui a conseillé de laisser le sujet aux diplomates et a qualifié la résolution du Parlement européen d'anti-azerbaïdjanais. 